# Mestvliegen
De mestvliegen (Sphaeroceridae) zijn een familie uit de orde van de tweevleugeligen (Diptera), onderorde vliegen (Brachycera). Wereldwijd omvat deze familie zo'n 137 genera en 1571 soorten.

## In Nederland waargenomen soorten
- Genus: Alloborborus
  - Alloborborus pallifrons
- Genus: Apteromyia
  - Apteromyia claviventris
- Genus: Bifronsina
  - Bifronsina bifrons
- Genus: Borborillus
  - Borborillus uncinatus
  - Borborillus vitripennis
- Genus: Chaetopodella
  - Chaetopodella scutellaris
- Genus: Coproica
  - Coproica acutangula
  - Coproica ferruginata
  - Coproica hirticula
  - Coproica hirtula
  - Coproica lugubris
  - Coproica vagans
- Genus: Copromyza
  - Copromyza equina
  - Copromyza nigrina
  - Copromyza stercoraria
- Genus: Crumomyia
  - Crumomyia fimetaria
  - Crumomyia glabrifrons
  - Crumomyia nigra
  - Crumomyia nitida
  - Crumomyia pedestris
  - Crumomyia roserii
- Genus: Elachisoma
  - Elachisoma aterrimum
  - Elachisoma pilosum
- Genus: Eulimosina
  - Eulimosina ochripes
- Genus: Gigalimosina
  - Gigalimosina flaviceps
- Genus: Gonioneura
  - Gonioneura spinipennis
- Genus: Herniosina
  - Herniosina bequaerti
- Genus: Ischiolepta
  - Ischiolepta denticulata
  - Ischiolepta micropyga
  - Ischiolepta nitida
  - Ischiolepta pusilla
  - Ischiolepta scabricula
  - Ischiolepta vaporariorum
- Genus: Leptocera
  - Leptocera caenosa
  - Leptocera fontinalis
  - Leptocera nigra
  - Leptocera oldenbergi
- Genus: Limosina
  - Limosina silvatica
- Genus: Lotobia
  - Lotobia pallidiventris
- Genus: Lotophila
  - Lotophila atra
- Genus: Minilimosina
  - Minilimosina bicuspis
  - Minilimosina fungicola
  - Minilimosina gemella
  - Minilimosina parvula
  - Minilimosina vitripennis
- Genus: Norrbomia
  - Norrbomia costalis
  - Norrbomia nitidifrons
  - Norrbomia sordida
- Genus: Opacifrons
  - Opacifrons coxata
- Genus: Opalimosina
  - Opalimosina collini
  - Opalimosina liliputana
  - Opalimosina mirabilis
  - Opalimosina simplex
- Genus: Paralimosina
  - Paralimosina fucata
- Genus: Phthitia
  - Phthitia empirica
  - Phthitia longisetosa
  - Phthitia plumosula
- Genus: Pseudocollinella
  - Pseudocollinella humida
  - Pseudocollinella jorlii
- Genus: Pteremis
  - Pteremis fenestralis
- Genus: Pullimosina
  - Pullimosina heteroneura
  - Pullimosina meijerei
  - Pullimosina moesta
  - Pullimosina pullula
  - Pullimosina vulgesta
- Genus: Puncticorpus
  - Puncticorpus cribratum
- Genus: Rachispoda
  - Rachispoda breviceps
  - Rachispoda fuscipennis
  - Rachispoda intermedia
  - Rachispoda kabuli
  - Rachispoda limosa
  - Rachispoda longior
  - Rachispoda lutosa
  - Rachispoda lutosoidea
  - Rachispoda pseudohostica
- Genus: Spelobia
  - Spelobia clunipes
  - Spelobia czizeki
  - Spelobia luteilabris
  - Spelobia manicata
  - Spelobia nana
  - Spelobia ochripes
  - Spelobia palmata
  - Spelobia parapusio
  - Spelobia pseudonivalis
  - Spelobia rufilabris
  - Spelobia simplicipes
  - Spelobia talparum
- Genus: Sphaerocera
  - Sphaerocera curvipes
  - Sphaerocera monilis
- Genus: Spinilimosina
  - Spinilimosina brevicostata
- Genus: Telomerina
  - Telomerina eburnea
  - Telomerina flavipes
  - Telomerina pseudoleucoptera
- Genus: Terrilimosina
  - Terrilimosina racovitzai
  - Terrilimosina schmitzi
- Genus: Thoracochaeta
  - Thoracochaeta brachystoma
  - Thoracochaeta johnsoni
  - Thoracochaeta valentinei
  - Thoracochaeta zosterae - (Kleine mestvlieg)
- Genus: Trachyopella
  - Trachyopella atomus
  - Trachyopella coprina
  - Trachyopella leucoptera
  - Trachyopella lineafrons
  - Trachyopella melania